# Ignacio Álvarez Thomas
Ignacio Álvarez Thomas (Arequipa, Peru, 15 de fevereiro de 1787 — Buenos Aires, Argentina, 19 de julho de 1857) foi um militar e político peruano de grande participação nas Províncias Unidas do Rio da Prata.
O militar lutou ao lado das milícias patriotas durante as invasões inglesas em 1806 e 1807 e ocupou interinamente o cargo de Diretor Supremo das Províncias Unidas do Rio da Prata substituindo José Rondeau. Após a dissolução do diretório em 1920, Ignacio ocupou as funções de embaixador da Província de Buenos Aires no Peru e posteriormente no Chile.